# Soufflenheim
Soufflenheim (Duits: Sufflenheim)  is een stadje en gemeente in het Franse departement Bas-Rhin (regio Grand Est). De plaats maakt deel uit van het arrondissement Haguenau-Wissembourg. Het stadje staat bekend om het Elzasser aardewerk en haar pottenbakkerijen, en ligt aan de Eberbach. Soufflenheim telde op 1 januari 2022 4.775 inwoners.

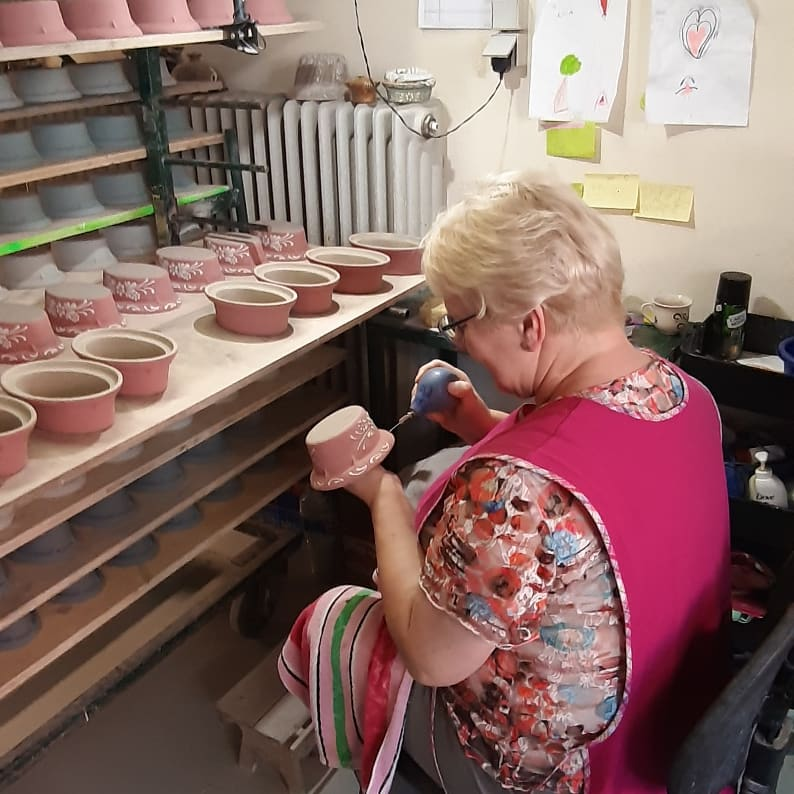
Vervaardiging van aardewerk

## Geografie
De oppervlakte van Soufflenheim bedroeg op 1 januari 2022 13,24 vierkante kilometer; de bevolkingsdichtheid was toen 360,6 inwoners per km².

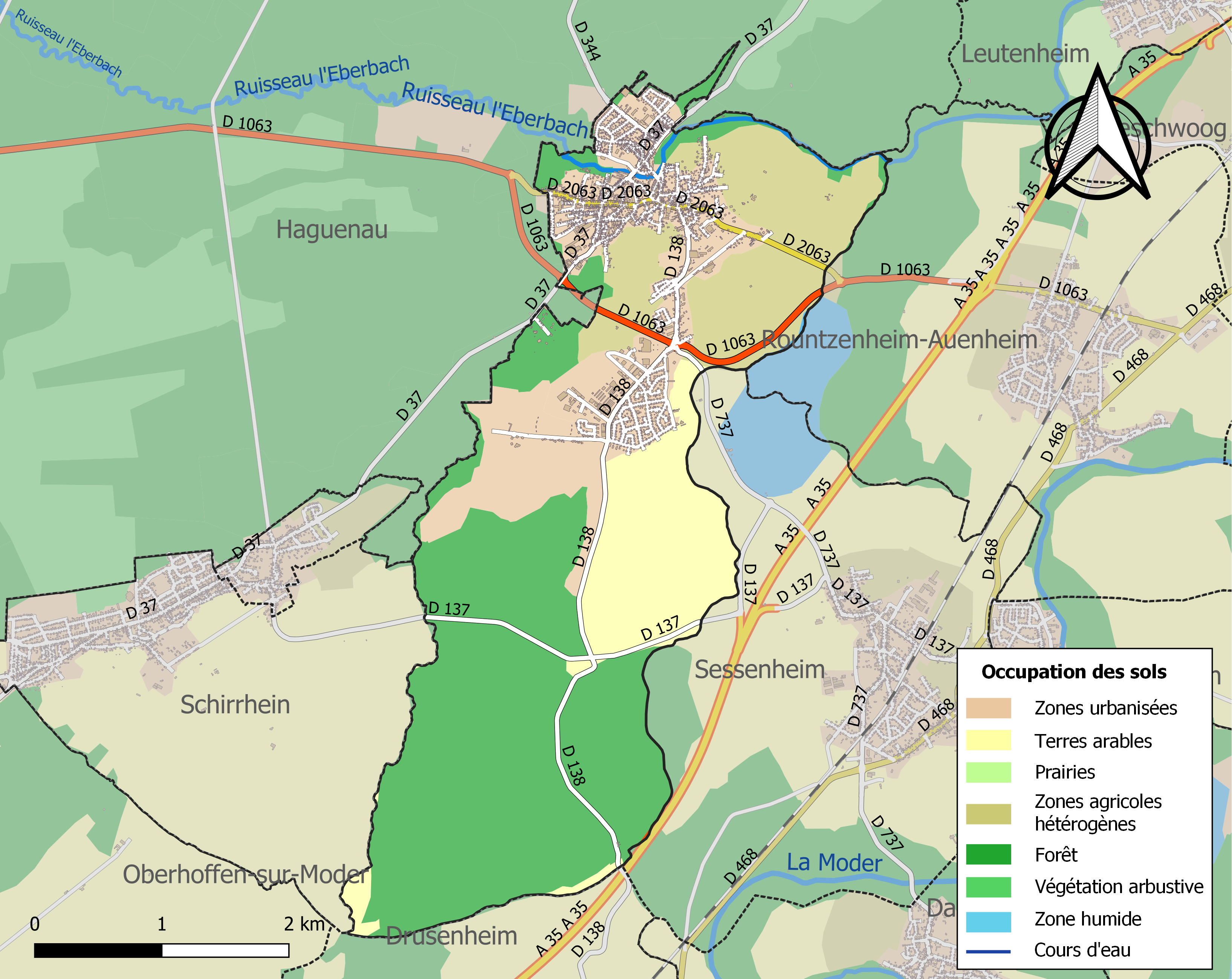
Kaart van de gemeente met de belangrijkste infrastructuur, bodemgebruik en omliggende gemeenten

## Demografie
Onderstaande figuur toont het verloop van het inwonertal (bron: INSEE-tellingen).

## Geboren
- Biréli Lagrène (1966), jazzgitarist